# Bulbophyllum inversum
Bulbophyllum inversum är en orkidéart som beskrevs av Rudolf Schlechter. Bulbophyllum inversum ingår i släktet Bulbophyllum och familjen orkidéer. Inga underarter finns listade i Catalogue of Life.